# Након Ратчасима
Након Ратчасима е една от 76-те провинции на Тайланд. Столицата ѝ е едноименния град Након Ратчасима. Населението на провинцията е 2 582 089 жители (2010 г. – 2-ра по население), а площта 20 494 кв. км (1-ва по площ). Намира се в часова зона UTC+7. Разделена е на 32 района, които са разделени на 263 подрайона и 3743 села.